# Donald Walter Trautman
Donald Walter Trautman (* 24. Juni 1936 in Buffalo, New York, USA; † 26. Februar 2022 in Erie) war ein US-amerikanischer Geistlicher und römisch-katholischer Bischof von Erie.

## Leben
Donald Walter Trautman studierte an der Niagara University in Lewiston und an der Universität Innsbruck Katholische Theologie und Philosophie, u. a. bei Karl Rahner. 1962 erwarb er das Lizenziat in Theologie. Am 7. April 1962 empfing er durch den Apostolischen Administrator von Innsbruck-Feldkirch, Paulus Rusch, die Priesterweihe für das Bistum Buffalo. Anschließend studierte er für ein Jahr Biblische Sprachen an der Katholischen Universität von Amerika in Washington, D.C. und später Bibelwissenschaften am Päpstlichen Bibelinstitut in Rom, wo er 1965 das Lizenziat in Bibelwissenschaft erwarb. Während seines Aufbaustudiums war er als Peritus für das Zweite Vatikanische Konzil tätig. 1966 wurde er an der Päpstlichen Universität Heiliger Thomas von Aquin zum Dr. theol. promoviert. Am 15. Juni 1975 verlieh ihm Papst Paul VI. den Titel Ehrenprälat Seiner Heiligkeit.
Papst Johannes Paul II. ernannte ihn am 27. Februar 1985 zum Titularbischof von Sassura und zum Weihbischof in Buffalo. Die Bischofsweihe spendete ihm der emeritierte Bischof von Buffalo, Edward Dennis Head, am 16. April desselben Jahres; Mitkonsekratoren waren Bernard Joseph McLaughlin, Weihbischof in Buffalo, und Stanislaus Joseph Brzana, Bischof von Ogdensburg.
Am 2. Juni 1990 wurde er zum Bischof von Erie ernannt und am 16. Juli desselben Jahres in das Amt eingeführt. Papst Benedikt XVI. nahm am 31. Juli 2012 seinen altersbedingten Rücktritt an.
Donald Walter Trautman starb im Alter von 85 Jahren im Seniorenzentrum Saint Mary's at Asbury Ridge in Erie.